# Crematogaster vandermeermohri
Crematogaster vandermeermohri is een mierensoort uit de onderfamilie van de Myrmicinae. De wetenschappelijke naam van de soort is voor het eerst geldig gepubliceerd in 1930 door Menozzi.